# Omul care știa prea multe (film din 1956)

Omul care știa prea multe este un film thriller din 1956 regizat de Alfred Hitchcock. În rolurile principale interpretează actorii James Stewart și Doris Day. Filmul, într-un fel, este o refacere în VistaVision și Technicolor a filmului omonim din 1934 de Hitchcock.
În interviul de mărimea unei cărți Hitchcock/Truffaut (1967), ca răspuns al producătorului de  filme  François Truffaut care afirma că refacerea prezintă aspecte superioare, Hitchcock a replicat "Să spunem că prima versiune aparține muncii unui amator talentat, în timp ce a doua a fost realizată de un profesionist".
Filmul a câștigat Premiul Oscar pentru cel mai bun cântec cu medodia "Whatever Will Be, Will Be (Que Sera, Sera)", interpretat de  Doris Day. De asemenea pelicula a intrat în concurs la Festivalul de Film de la Cannes din 1956.

## Distribuție
- James Stewart – Dr. Benjamin 'Ben' McKenna
- Doris Day – Josephine Conway 'Jo' McKenna
- Brenda De Banzie – Lucy Drayton
- Bernard Miles – Edward Drayton
- Ralph Truman – Inspector Buchanan
- Daniel Gélin – Louis Bernard
- Mogens Wieth – Ambasador
- Alan Mowbray – Val Parnell
- Hillary Brooke – Jan Peterson
- Christopher Olsen  – Henry 'Hank' McKenna
- Reggie Nalder – Rien
- Alexis Bobrinskoy – Primul Ministru
- Richard Wattis – Assistant Manager
- Noel Willman – Woburn
- Alix Talton – Helen Parnell
- Yves Brainville – Inspector de Poliție
- Richard Wordsworth – Ambrose Chappell,Jr
- Carolyn Jones – Cindy Fontaine

Alfred Hitchcock are o scurtă apariție (cameo) la fel ca în majoritatea filmelor sale. În Omul care știa prea multe el poate fi văzut în momentul 25:42 privind acrobații din piața marocana, fiind cu spatele la aparatul de înregistrat, chiar înainte ca spionul să fie ucis.